# دوري كرة القدم الغربي 1978–79
دوري كرة القدم الغربي 1978–79 (بالإنجليزية: 1978–79 Western Football League)‏ هو موسم من دوري كرة القدم الغربي ‏. فاز فيه فروم تاون ‏.